# Вујковиот сон
„Вујковиот сон” је југословенски и македонски ТВ филм из 1970. године. Режирао га је Бранко Гапо а сценарио је написао Иван Мазов по делу Фјодора Достојевског.

## Улоге
| Глумац            | Улога |
| ----------------- | ----- |
| Мери Бошкова      |       |
| Киро Ћортошев     |       |
| Лиле Георгиева    |       |
| Нада Гешовска     |       |
| Димитар Гешоски   |       |
| Љупчо Петрушевски |       |
| Милица Стојанова  |       |